# Bajčince
Bajčince (cyr. Бајчинце) – wieś w Serbii, w okręgu toplickim, w mieście Prokuplje. W 2011 roku liczyła 191 mieszkańców.